# The Final Frontier World Tour
The Final Frontier World Tour è un tour del gruppo musicale heavy metal Iron Maiden effettuato tra il 2010 e il 2011.

## Notizie generali
Il Final Frontier World Tour è il tour promozionale dell'album omonimo, pubblicato il 17 agosto 2010. Il tour iniziò negli Stati Uniti e in Canada per poi continuare in Europa, in cui fu inserita anche una data in Italia. Successivamente, il tour riprese nel 2011, toccando vari stati dell'Asia e dell'America meridionale per poi ritornare in Europa.
Le date previste per il 12 e 13 marzo 2011 a Tokyo vennero annullate a causa di un violento terremoto mentre la data a Rio de Janeiro del 27 marzo 2011 fu rinviata al giorno seguente a causa del cedimento delle barriere di protezione tra il palco e il pubblico.
Durante la date del Final Frontier World Tour è stato usato il classico Eddie Robot, un robot vero e proprio con le sembianze della mascotte della band britannica; nella data di San Paolo in Brasile è stato introdotto un nuovo Eddie, un grande robot a mezzo busto che fuoriesce dal retro del palco durante la canzone Iron Maiden. Nelle date di Santiago del Cile e di Buenos Aires furono effettuate delle riprese professionali utilizzate per la produzione del DVD En vivo!, pubblicato il 26 marzo 2012.

### Gruppi di supporto
I gruppi di supporto previsti per il Final Frontier World Tour sono stati per la prima parte del tour (2010) del Nord America i Dream Theater (ad eccezione della data di Winnipeg); per tutte le altre date i gruppi di supporto sono variati da concerto a concerto; per la data italiana del 17 agosto 2010 a Udine il support act furono i Labyrinth.

### Servizio aereo Bruce Air e Ed Force One 2011
Per i concerti a Udine e Madrid (2010) è stato possibile usufruire del servizio "Bruce Air", ovvero la possibilità di viaggiare a bordo di un jet privato, pilotato dal cantante Bruce Dickinson nonché pilota e amministratore commerciale della Astraeus Airlines, per raggiungere il luogo del concerto. Le partenze sono avvenute dall'aeroporto di Londra-Gatwick, aeroporto di base della Astraeus Airlines, azienda che fornisce l'aeromobile. Nella parte del 2011 del tour è stato usato l'Ed Force One per gli spostamenti del gruppo durante i primi 66 giorni del tour (dalla prima data a Mosca fino al concerto del 17 aprile in Florida-USA).

## Date e tappe
| Data                        | Città             | Stato         | Luogo                                            |              |              |
| Nord America                | Nord America      | Nord America  | Nord America                                     | Nord America | Nord America |
| --------------------------- | ----------------- | ------------- | ------------------------------------------------ | ------------ | ------------ |
| 9 giugno 2010               | Dallas            | Stati Uniti   | SuperPages.com Center                            |              |              |
| 11 giugno 2010              | The Woodlands     | Stati Uniti   | Cynthia Woods Mitchell Pavilion                  |              |              |
| 12 giugno 2010              | San Antonio       | Stati Uniti   | AT&T Center                                      |              |              |
| 14 giugno 2010              | Greenwood Village | Stati Uniti   | Comfort Dental Amphitheatre                      |              |              |
| 16 giugno 2010              | Albuquerque       | Stati Uniti   | The Pavilion                                     |              |              |
| 17 giugno 2010              | Phoenix           | Stati Uniti   | Cricket Wireless Pavilion                        |              |              |
| 19 giugno 2010              | San Bernardino    | Stati Uniti   | San Manuel Amphitheater                          |              |              |
| 20 giugno 2010              | Concord           | Stati Uniti   | Sleep Train Pavilion                             |              |              |
| 22 giugno 2010              | Auburn            | Stati Uniti   | White River Amphitheatre                         |              |              |
| 24 giugno 2010              | Vancouver         | Canada        | General Motors Place                             |              |              |
| 26 giugno 2010              | Edmonton          | Canada        | Rexall Place                                     |              |              |
| 27 giugno 2010              | Calgary           | Canada        | Pengrowth Saddledome                             |              |              |
| 29 giugno 2010              | Saskatoon         | Canada        | Credit Union Centre                              |              |              |
| 30 giugno 2010              | Winnipeg          | Canada        | MTS Centre                                       |              |              |
| 3 luglio 2010               | Toronto           | Canada        | Molson Amphitheatre                              |              |              |
| 6 luglio 2010               | Ottawa            | Canada        | LeBreton Flats Park                              |              |              |
| 7 luglio 2010               | Montréal          | Canada        | Bell Centre                                      |              |              |
| 9 luglio 2010               | Québec            | Canada        | Plains of Abraham                                |              |              |
| 11 luglio 2010              | Holmdel           | Stati Uniti   | PNC Bank Arts Center                             |              |              |
| 12 luglio 2010              | New York          | Stati Uniti   | Madison Square Garden                            |              |              |
| 14 luglio 2010              | Burgettstown      | Stati Uniti   | First Niagara Pavilion                           |              |              |
| 15 luglio 2010              | Cuyahoga Falls    | Stati Uniti   | Blossom Music Center                             |              |              |
| 17 luglio 2010              | Clarkston         | Stati Uniti   | DTE Energy Music Theatre                         |              |              |
| 18 luglio 2010              | Tinley Park       | Stati Uniti   | First Midwest Bank Amphitheatre                  |              |              |
| 20 luglio 2010              | Bristow           | Stati Uniti   | Jiffy Lube Live                                  |              |              |
| Europa                      |                   |               |                                                  |              |              |
| 30 luglio 2010              | Dublino           | Irlanda       | The O2                                           |              |              |
| 1º agosto 2010              | Knebworth         | Regno Unito   | Knebworth House                                  |              |              |
| 5 agosto 2010               | Wacken            | Germania      | True Metal Stage                                 |              |              |
| 7 agosto 2010               | Stoccolma         | Svezia        | Stora Skuggan                                    |              |              |
| 8 agosto 2010               | Pori              | Finlandia     | Kirjurinluoto                                    |              |              |
| 11 agosto 2010              | Bergen            | Norvegia      | Koengen                                          |              |              |
| 14 agosto 2010              | Budapest          | Ungheria      | Óbuda Island                                     |              |              |
| 15 agosto 2010              | Cluj-Napoca       | Romania       | Polus Center                                     |              |              |
| 17 agosto 2010              | Codroipo          | Italia        | Villa Manin                                      |              |              |
| 19 agosto 2010              | Hasselt           | Belgio        | Kiewit                                           |              |              |
| 21 agosto 2010              | Valencia          | Spagna        | Auditorio Marina Sur                             |              |              |
| Around The World In 66 Days |                   |               |                                                  |              |              |
| 11 febbraio 2011            | Mosca             | Russia        | Olimpiyskiy Stadion                              |              |              |
| 15 febbraio 2011            | Singapore         | Singapore     | Singapore Indoor Stadium                         |              |              |
| 17 febbraio 2011            | Giacarta          | Indonesia     | Carnival Beach Ancol                             |              |              |
| 20 febbraio 2011            | Bali              | Indonesia     | Garuda Wisnu Kencana                             |              |              |
| 23 febbraio 2011            | Melbourne         | Australia     | Hisense Arena                                    |              |              |
| 24 febbraio 2011            | Sydney            | Australia     | Sydney Entertainment Centre                      |              |              |
| 26 febbraio 2011            | Brisbane          | Australia     | Brisbane Exhibition Ground                       |              |              |
| 27 febbraio 2011            | Sydney            | Australia     | Sydney Showground                                |              |              |
| 4 marzo 2011                | Melbourne         | Australia     | Melbourne Showgrounds                            |              |              |
| 5 marzo 2011                | Adelaide          | Australia     | Bonython Park                                    |              |              |
| 7 marzo 2011                | Perth             | Australia     | Claremont Showgrounds                            |              |              |
| 10 marzo 2011               | Seul              | Corea del Sud | Olympic Gymnastics Arena                         |              |              |
| 12 marzo 2011               | Saitama           | Giappone      | Saitama Super Arena (Cancellato causa terremoto) |              |              |
| 13 marzo 2011               | Saitama           | Giappone      | Saitama Super Arena (Cancellato causa terremoto) |              |              |
| 17 marzo 2011               | Monterrey         | Messico       | Teatro Banamex                                   |              |              |
| 18 marzo 2011               | Città del Messico | Messico       | Foro Sol                                         |              |              |
| 20 marzo 2011               | Bogotà            | Colombia      | Simón Bolívar Park                               |              |              |
| 23 marzo 2011               | Lima              | Perù          | Estadio Universidad San Marcos                   |              |              |
| 26 marzo 2011               | San Paolo         | Brasile       | Estádio do Morumbi                               |              |              |
| 28 marzo 2011               | Rio de Janeiro    | Brasile       | HSBC Arena (Spostato al giorno successivo)       |              |              |
| 30 marzo 2011               | Brasilia          | Brasile       | Estádio Mané Garrincha                           |              |              |
| 1º aprile 2011              | Belém             | Brasile       | Parque de Exposições                             |              |              |
| 3 aprile 2011               | Recife            | Brasile       | Centro de Convenções de Pernambuco External Area |              |              |
| 5 aprile 2011               | Curitiba          | Brasile       | Expotrade Arena                                  |              |              |
| 8 aprile 2011               | Buenos Aires      | Argentina     | Estadio Vélez Sarsfield                          |              |              |
| 10 aprile 2011              | Santiago del Cile | Cile          | Estadio Nacional de Chile                        |              |              |
| 14 aprile 2011              | San Juan          | Porto Rico    | Coliseo de Puerto Rico, José Miguel Agrelot      |              |              |
| 16 aprile 2011              | Sunrise           | Stati Uniti   | BankAtlantic Center                              |              |              |
| 17 aprile 2011              | Tampa             | Stati Uniti   | St. Pete Times Forum                             |              |              |
| Europa                      |                   |               |                                                  |              |              |
| 28 maggio 2011              | Francoforte       | Germania      | Festhalle Frankfurt                              |              |              |
| 29 maggio 2011              | Oberhausen        | Germania      | König Pilsener Arena                             |              |              |
| 31 maggio 2011              | Monaco di Baviera | Germania      | Olympiahalle                                     |              |              |
| 2 giugno 2011               | Amburgo           | Germania      | O2 World                                         |              |              |
| 3 giugno 2011               | Berlino           | Germania      | O2 World                                         |              |              |
| 7 giugno 2011               | Stoccarda         | Germania      | Hanns-Martin-Schleyer-Halle                      |              |              |
| 8 giugno 2011               | Arnhem            | Paesi Bassi   | GelreDome                                        |              |              |
| 10 giugno 2011              | Varsavia          | Polonia       | Bemowo Airport                                   |              |              |
| 11 giugno 2011              | Praga             | Rep. Ceca     | Výstaviště Praha                                 |              |              |
| 13 giugno 2011              | Nickelsdorf       | Austria       | Pannonia Fields                                  |              |              |
| 17 giugno 2011              | Atene             | Grecia        | Terra Vibe Park                                  |              |              |
| 19 giugno 2011              | Istanbul          | Turchia       | Küçükçiftlik Park                                |              |              |
| 21 giugno 2011              | Sofia             | Bulgaria      | National Hippodrome Bankya (Cancellato)          |              |              |
| 24 giugno 2011              | Basilea           | Svizzera      | St. Jakob-Gelände                                |              |              |
| 25 giugno 2011              | Imola             | Italia        | Autodromo Enzo e Dino Ferrari                    |              |              |
| 27 giugno 2011              | Parigi            | Francia       | Palais Omnisports de Paris-Bercy                 |              |              |
| 28 giugno 2011              | Parigi            | Francia       | Palais Omnisports de Paris-Bercy                 |              |              |
| 30 giugno 2011              | Roskilde          | Danimarca     | Festivalpladsen                                  |              |              |
| 1º luglio 2011              | Göteborg          | Svezia        | Ullevi Stadium                                   |              |              |
| 3 luglio 2011               | Werchter          | Belgio        | Festivalpark                                     |              |              |
| 6 luglio 2011               | Oslo              | Norvegia      | Telenor Arena                                    |              |              |
| 8 luglio 2011               | Helsinki          | Finlandia     | Olympiastadion                                   |              |              |
| 10 luglio 2011              | San Pietroburgo   | Russia        | SKK Peterburgskiy                                |              |              |
| 14 luglio 2011              | Faro              | Portogallo    | 30th International Motorcycle Rally              |              |              |
| 16 luglio 2011              | Madrid            | Spagna        | Getafe Open Air                                  |              |              |
| 20 luglio 2011              | Glasgow           | Regno Unito   | SECC                                             |              |              |
| 21 luglio 2011              | Aberdeen          | Regno Unito   | AECC P&J Arena                                   |              |              |
| 23 luglio 2011              | Newcastle         | Regno Unito   | Metro Radio Arena                                |              |              |
| 24 luglio 2011              | Sheffield         | Regno Unito   | Motorpoint Arena Sheffield                       |              |              |
| 27 luglio 2011              | Nottingham        | Regno Unito   | Capital FM Arena                                 |              |              |
| 28 luglio 2011              | Manchester        | Regno Unito   | M.E.N. Arena                                     |              |              |
| 31 luglio 2011              | Birmingham        | Regno Unito   | National Indoor Arena                            |              |              |
| 1º agosto 2011              | Cardiff           | Regno Unito   | Motorpoint Arena Cardiff                         |              |              |
| 3 agosto 2011               | Belfast           | Regno Unito   | Odyssey Arena                                    |              |              |
| 5 agosto 2011               | Londra            | Regno Unito   | The O2 Arena                                     |              |              |
| 6 agosto 2011               | Londra            | Regno Unito   | The O2 Arena                                     |              |              |

## Scalette
Il tour si dipanò su due anni, e vennero proposte due scalette differenti prima e dopo la pubblicazione del quindicesimo lavoro in studio, The Final Frontier.

### 2010
I concerti erano introdotti da Mars, The Bringer of War, primo movimento della suite The Planets composta da Gustav Holst.
1. The Wicker Man
2. Ghost of the Navigator
3. Wrathchild
4. El Dorado
5. Dance of Death
6. The Reincarnation of Benjamin Breeg
7. These Colours Don't Run
8. Blood Brothers
9. Wildest Dreams
10. No More Lies
11. Brave New World
12. Fear of the Dark
13. Iron Maiden
14. The Number of the Beast
15. Hallowed Be Thy Name
16. Running Free

- Blood Brothers veniva dedicata alla memoria di Ronnie James Dio.
- Brighter than a Thousand Suns (da A Matter of Life and Death, 2006) fu suonata al posto di Wrathchild nello show di apertura, a Dallas.[3]
- Paschendale (da Dance of Death, 2003) si alternò con Dance of Death nei primi show e la sostituì nei concerti di Dallas,[3] San Antonio,[4] Albuquerque,[5] San Bernardino[6] e Auburn.[7]

### 2011
1. Satellite 15... The Final Frontier
2. El Dorado
3. 2 Minutes to Midnight
4. The Talisman
5. Coming Home
6. Dance of Death
7. The Trooper
8. The Wicker Man
9. Blood Brothers
10. When the Wild Wind Blows
11. The Evil That Men Do
12. Fear of the Dark
13. Iron Maiden
14. The Number of the Beast
15. Hallowed Be Thy Name
16. Running Free

- The Final Frontier ed El Dorado erano suonate senza soluzione di continuità, con la conclusione della prima che sfociava nell'introduzione della seconda. Nell'album in studio, invece, si trattava di due tracce separate.[8]
- Negli show di Singapore,[9] Jakarta[10] e Bali,[11] The Wicker Man e Blood Brothers furono scambiate.
- The Talisman fu suonata subito dopo The Evil That Men Do nella data inaugurale di Mosca,[12] e subito prima di The Evil That Men Do nei concerti di Singapore[9] e Jakarta.[10]
- Blood Brothers fu dedicata, durante i concerti australiani, alle vittime e alle famiglie delle vittime del terremoto di Christchurch del 2011. Durante i concerti in Sudamerica, Puerto Rico, Florida ed Europa fu dedicata, in più, alle vittime del terremoto in Giappone e ai rivoltosi in Egitto e Libia. Dopo gli attentati del 22 luglio in Norvegia, le vittime di Oslo furono aggiunte ai dedicatari della canzone.
- The Trooper non fu suonata nel concerto di Belfast.[13]

## Formazione
Gruppo
- Bruce Dickinson – voce
- Dave Murray – chitarra
- Janick Gers – chitarra
- Adrian Smith – chitarra, cori
- Steve Harris – basso, cori
- Nicko McBrain – batteria

Altri musicisti
- Michael Kenney – tastiera